# Justin Gaston
Justin Gaston (12 de agosto de 1988) es un modelo y cantante estadounidense. Gaston fue finalista en el reality show Nashville Star, en 2008. También interpretó a Romeo en el videoclip Love Story de la cantante estadounidense de country Taylor Swift.

## Biografía
Salió por nueve meses con Miley Cyrus.[cita requerida]
En una entrevista en Nueva York admitió haber pasado por el quirófano, en busca de perfeccionar sus pectorales, lo que según él le ha ayudado en su carrera como modelo.[cita requerida]
El 22 de septiembre del 2012 se casó con la actriz y modelo Melissa Ordway, el 30 de abril de 2016 la pareja le dio la bienvenida a su primera hija, Olivia Christine Gaston.

## Carrera
Gaston comenzó su carrera después de que unos amigos de la escuela pusieron juntos un desfile de moda para beneficiar a un hospital local y le preguntaron si los quería ayudar. Ahí, conoció a un agente de talentos local, quien lo llevó a una exposición en Dallas en su último año de colegio. En esa exposición, el firmó un contrato con una agencia de modelos de Nueva York. 
A la edad de 17 y recién graduado del secundario, se mudó a Nueva York para perseguir su sueño de convertirse en artista, mudándose poco después a Los Ángeles, donde vivió por dos años. Mientras vivía allí, Gaston participó en el "reality show Nashville Star", donde quedó como finalista.
Él modela ropa interior para varias compañías incluyendo Abercrombie & Fitch, Diésel, Ferre, Armani, Christian Audigier y más recientemente, Cavalli. 
Justin también dio a vida a Romeo en el videoclip de Taylor Swift para su canción "Love Story", primer sencillo de su álbum "Fearless". Ha aparecido en el episodio piloto de la serie norteamericana "Glee" como uno de los jugadores de Fútbol.
También se lo puede ver tocando la guitarra en el video de Miley Cyrus para la canción "Its All Right Here", de la tercera temporada de Hannah Montana, serie que protagonizaba Cyrus.

## Filmografía
| Televisión | Televisión             | Televisión            | Televisión                                      |
| Año        | Título                 | Rol                   | Notas                                           |
| ---------- | ---------------------- | --------------------- | ----------------------------------------------- |
| 2008       | Love Story             | Romeo                 | Video musical basado en la canción "Love Story" |
| 2008       | Nashville Star         | Él mismo              | 3 episodios                                     |
| 2009       | Glee                   | Jugador de fútbol     | 1 episodio                                      |
| 2010       | If I Can Dream         | Él mismo              | 18 episodios                                    |
| 2011       | Deadly Sibling Rivalry | Oficial de policía    |                                                 |
| 2011       | Escapee                | Kyle                  | Papel Secundario                                |
| 2012       | Game Change            | Levi Johnston         | Papel Secundario                                |
| 2012       | Single Ladies          | Gavin                 | 1 episodio                                      |
| 2013       | The Client List        | J. D. Whitman, Junior | 1 episodio                                      |
| 2014       | Days of Our Lives      | Ben Rogers            | 28 episodios                                    |
| 2014       | The Concerto           | Shane                 | Papel secundario                                |
| 2014       | Hollywood Miles        | Chad                  | Posproducción                                   |
| 2014       | Ice Scream             | Mark                  | Posproducción                                   |
| 2016       | Limelight              | Chad Hunter           | Preproducción                                   |